# Cryptachaea pydanieli
Cryptachaea pydanieli là một loài nhện trong họ Theridiidae.
Loài này thuộc chi Cryptachaea. Cryptachaea pydanieli được miêu tả năm 1991 bởi Buckup & Marques.